# Parque nacional de Senghar-Jabess
El Parque nacional de Senghar-Jabess es un parque nacional de Túnez situado en la gobernación de Tataouine, en el Sahara. Tiene una superficie de 2870 km2 y fue creado en 2010. Se encuentra a 120 km al oeste de la ciudad de Remada y 200 km al sudoeste de Tataouine. Es accesible desde Remada por una pista que puede ser de difícil acceso. La región de dunas del Gran Erg no es accesible en vehículo.

## Características
La región oriental del parque está formada por regs pedregosos y por su parte occidental se extiende sobre el Gran Erg de dunas. El parque se crea para proteger la flora sahariana, como la Ephedra y la Calligonum azel y la fauna, representada por la gacela, el fénnec y la hubara. Se ha reintroducido el antílope addax desde el Parque nacional de Bouhedma.
Hay ocho unidades vegetales en el parque en distintos ecosistemas, alrededor de las dunas, en los uadis (Rhanterium) , en las zonas arenosas poco profundas (Arthrophytum), en los regs pedregosos (Anthyllis y Helianthemum), y en las dunas (Calligonum).
Entre los mamíferos, la gacela de las dunas, la gacela dorca, el chacal, el zorro de las arenas o fénec y podrían quedar guepardos.